# رهاب الأفارقة
المشاعر المعادية للأفارقة، أو رهاب في الأفارقة، أو الخوف من الأفارقة (Afrophobia) هي التحيز، العداء، التمييز، أو العنصرية تجاه شعوب وثقافات أفريقيا والجاليات الأفريقية.
للتحيز ضد الأفارقة وأشخاص من أصل أفريقي تاريخ طويل يعود إلى العصور القديمة، على الرغم من أنه كان بارزًا بشكل خاص خلال تجارة الرقيق عبر الأطلسي، وتجارة الرقيق عبر الصحراء الكبرى، والفترة الاستعمارية. تحت ذريعة تفوق العرق الأبيض، غالبًا ما صور الأوروبيون الأفارقة على أنهم غير متحضرين وبدائيين، مع تصنيف الغزو الاستعماري كمهام تحضيرية. بسبب استخدام التقاليد الشفوية، وما نتج عن ذلك من نقص في التواريخ المكتوبة في معظم الثقافات الأفريقية، صور الشعب الأفريقي على أنه بلا تاريخ على الإطلاق، على الرغم من امتلاكه تاريخًا طويلًا ومعقدًا ومتنوعًا. في الولايات المتحدة، أثرت الخوف من الأفارقة على قوانين جيم كرو والفصل في السكن والمدارس والمرافق العامة. في جنوب أفريقيا، اتخذت شكل العزل العنصري (الأبارتهايد).